# Oddments
Oddments je četvrti studijski album australskog rock-sastava King Gizzard & the Lizard Wizard. Diskografska kuća Flightless objavila ga je 7. ožujka 2014. Dosegao je 13. mjesto na australskoj ljestvici albuma nakon što je u studenome 2018. objavljen na gramofonskoj ploči. „Work This Time” najslušanija je pjesma skupine na Spotifyu, a do danas je preslušana više od 42 milijuna puta.

## O albumu
Oddments je najavljen 14. siječnja 2014., a istog je dana kao singl s tog albuma objavljena pjesma „Vegemite”. Pjevač Stu Mackenzie izjavio je da je to „vjerojatno najdoslovnija pjesma koju [je] ikad napisao”. Oddments sadrži prethodno neobjavljene pjesme snimljene tijekom rada na prijašnjim albumima, pa album u tom smislu funkcionira kao kompilacija i, za razliku od prethodnih uradaka, ne oslanja se na samo jedan zvuk ili tematiku; album je dobio ime upravo zbog toga što ga čine „ostatci s prijašnjih uradaka”. Uvodna skladba „Alluda Majaka” odnosi se na istoimeni indijski film i semplira ga. Tijekom rada na albumu netko je ukrao Mackenziejev laptop na kojem su se nalazile glavne snimke za nekoliko pjesama na albumu i većina pjesama s Loopholesa, debitantskog albuma grupe The Murlocs; zbog toga su oba sastava bila prisiljena ponovno snimati izgubljene pjesme.

## Popis pjesama
Tekstovi i glazba: Stu Mackenzie, osim gdje je označeno drukčije. 
| 1.    | »Alluda Majaka« (instrumentalna skladba) |                                | 3:34 |
| 2.    | »Stressin'«                              | Mackenzie, Joe Walker          | 2:56 |
| 3.    | »Vegemite«                               |                                | 2:45 |
| 4.    | »It's Got Old«                           |                                | 2:58 |
| 5.    | »Work This Time«                         | Walker, Mackenzie              | 4:36 |
| 6.    | »ABABCD«                                 | Walker                         | 0:17 |
| 7.    | »Sleepwalker«                            |                                | 3:46 |
| 8.    | »Hot Wax«                                | Mackenzie, Ambrose Kenny-Smith | 3:29 |
| 9.    | »Crying«                                 | Cook Craig                     | 2:56 |
| 10.   | »Pipe-Dream« (instrumentalna skladba)    | Craig                          | 1:01 |
| 11.   | »Homeless Man in Adidas«                 |                                | 3:24 |
| 12.   | »Oddments«                               |                                | 0:25 |
| 32:07 |                                          |                                |      |

## Recenzije
Budući da je Oddments četvrti album skupine objavljen u 18 mjeseci, određeni su recenzenti istaknuli da je na kvalitetu pjesama vrlo vjerojatno negativno utjecalo to što ih je skupina oblikovala u žurbi. Recenzenti su, uzevši u obzir cjelokupnu diskografiju sastava, također primijetili da je Oddments stilski neusklađen i nepovezan, što nije odlika nijednog prijašnjeg ni naknadnog albuma grupe, no neki među njima spomenuli su da se određene pjesme odlikuju utjecajem pop-glazbe.
Tim Sendra dao mu je tri i pol zvjezdice od njih pet u recenziji za AllMusic i zaključio je: „Ovom uratku jedino nedostaje bolja produkcija, no ni taj nedostatak neće pokvariti užitak u glazbi; ovo je najzanimljiviji od ranih albuma sastava.”

## Zasluge
| King Gizzard & the Lizard Wizard - King Gizzard & the Lizard Wizard – aranžmani, glazbala - Michael Cavanagh - Cook Craig - Ambrose Kenny-Smith - Stu Mackenzie – produkcija (osim na pjesmi „ABABCD”) - Eric Moore - Lucas Skinner - Joe Walker – produkcija (na 2., 5. i 6. pjesmi) | Dodatni glazbenici - Monty Hartnett – bubnjevi (na pjesmama „Crying” i „Pipe-Dream”) Ostalo osoblje - Joe Carra – mastering - Jason Galea – omot albuma, naslovnica - Jarrad Brown – pomoć pri snimanju (pjesme „Sleepwalker”) |